# Osnabrücker SC

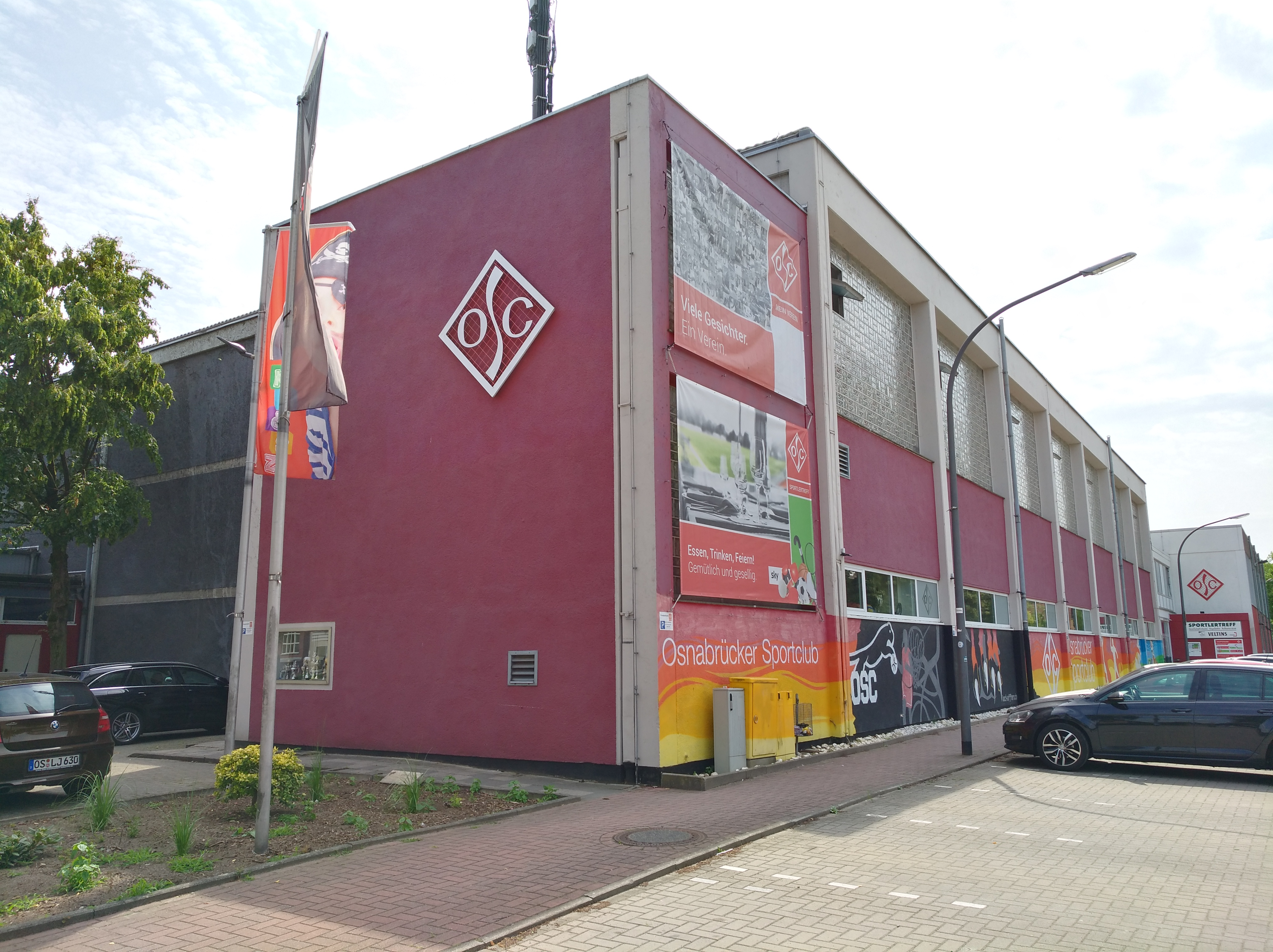
OSC-Sporthalle Hiärm-Grupe-Straße

Der Osnabrücker SC (offiziell: Osnabrücker Sportclub/MTV 1849 – OTV 1861 – OSC 1849 e. V., abgekürzt OSC) ist ein Sportverein aus Osnabrück. Er zählt (Stand: 1. Januar 2024) 6886 Mitglieder und ist somit der zweitgrößte Sportverein der Stadt. Das Vereinsheim und die Sportanlage liegen an der Hiärm-Grupe-Straße im Stadtteil Wüste.
Überregional bekannt ist der Verein durch seine Basketballerinnen, die unter dem Namen GiroLive Panthers Osnabrück antreten. Die Panthers spielen nach dem Wiederaufstieg im Jahr 2019 in der 1. Damen-Basketball-Bundesliga, zuvor waren sie schon von 2012 bis 2014 und in der Saison 2015/16 erstklassig.

## Geschichte
Der Verein entstand in seiner heutigen Form am 7. Mai 1969 durch die Fusion des Osnabrücker TV mit dem MTV Osnabrück. Ältester Stammverein ist der am 28. Oktober 1849 von Zigarettenarbeitern und Handwerksgesellen gegründete MTV Osnabrück. Der Fusionspartner Osnabrücker TV entstand am 9. Juli 1861 und war im gehobenen Bürgertum verankert.

### Stammverein Osnabrücker TV
Nach dem Ende des Ersten Weltkriegs fusionierten die Fußballvereine FC Olympia und FC Teutonia und schlossen sich als Abteilung Spiel und Sport dem Osnabrücker TV an. Im Rahmen der Reinlichen Scheidung spaltete sich die Abteilung als eigenständiger Verein ab und fusionierte im April 1925 mit dem BV 99 Osnabrück zum VfL Osnabrück. Im Jahre 1924 schloss der seinerzeit vom Unternehmer Fritz Frömbling (Seifenfabrik Frömbling, später Ihr Platz) geführte Osnabrücker TV bereits seine jüdischen Mitglieder aus, die noch im gleichen Jahr einen eigenen Sportverein gründeten. Insbesondere in der Leichtathletik konnte der Osnabrücker TV große Erfolge erzielen. Hans Zepernick wurde 1946 und 1947 deutscher Meister im 110-Meter-Hürdenlauf. Hedwig Bauschulte wurde 1935 Dritte im 100-Meter-Lauf, während Ilse Steckelmann 1952 Dritte im Hochsprung wurde.

### Stammverein MTV Osnabrück
Elke Reichert wurde im Rahmen des Deutschen Turnfestes 1963 in Essen deutsche Meisterin im Deutschen Achtkampf. Die Basketballer spielten seinerzeit in der zweithöchsten Spielklasse.

## Basketball

### Damen
1989 gewannen die OSC-Damen den Meistertitel in der 1. Regionalliga Nord. 1989 führte Trainer Jörg Scherz den OSC zum Aufstieg in die Bundesliga. Im Februar 1995 unterlag man im Endspiel des deutschen Pokalwettbewerbs in eigener Halle dem BTV Wuppertal (57:80). Im November 1995 unterlag der Osnabrücker SC im Viertelfinale des deutschen Pokalwettbewerbs dem Bundesligisten Wemex Berlin mit 0:285. Der OSC war zu dem Spiel nicht mit dem Bundesliga-Aufgebot, sondern mit seiner Bezirksligamannschaft angetreten. Im Februar 1998 waren die Osnabrückerinnen Gastgeberinnen des deutschen Pokalendspiels, das sie 57:80 gegen Wuppertal verloren. Im selben Jahr standen die OSC-Frauen in den Endspielen um die deutschen Meisterschaft, verloren alle drei Begegnungen gegen Wuppertal.
Die Basketballerinnen verpassten in den Jahren 2009 und 2010 noch unter dem Namen OSC Panthers den Aufstieg in die 1. Bundesliga, nachdem die Mannschaft die Play-off-Finals gegen den SV Union Opladen bzw. die ChemCats Chemnitz verlor. Ab der Saison 2010/11 trat die Mannschaft unter dem Sponsorennamen OKE Panthers an. 2011 gelang dann der Aufstieg nach 2:1-Siegen im Endspiel gegen die BG Rotenburg/Scheeßel. 2012 wurde die Sparkasse Osnabrück mit ihrem Produkt GiroLive Hauptsponsor, das Team trat fortan als GiroLive Panthers Osnabrück an.
Die Saison 2012/13 schlossen die Osnabrückerinnen als Dritte der Vorrunde ab. Im Play-off-Halbfinale scheiterten die Panthers an den Rhein-Main Baskets. Ein Jahr später folgte der Abstieg in die 2. Bundesliga. Zwar gelang der direkte Wiederaufstieg, jedoch mussten die Osnabrückerinnen nach nur einem Jahr als Tabellenletzter wieder absteigen. Die Juniorinnen der Panthers wurden im Jahre 2014 Meister der Weiblichen Nachwuchs-Basketball-Bundesliga.
2018 verpassten die Panthers den Aufstieg, nachdem sie im Play-off-Finale dem Wolfpack Wolfenbüttel unterlagen. In der nachfolgenden Saison qualifizierten sich die Panthers als Zweitligist für das Top 4 des DBBL-Pokals, das in Herne stattfand. Nachdem das Halbfinale gegen die Eisvögel USC Freiburg mit 80:50 gewonnen wurde, mussten sich die Panthers erst im Finale gegen den Herner TC mit 63:79 geschlagen geben. Wenige Wochen später gelang in den Playoff-Finalspielen gegen die SG Bergische Löwen der Wiederaufstieg in die 1. DBBL.
Seit 2018 besteht eine Kooperation zwischen den Basketballabteilungen des OSC und des Osnabrücker Turnerbundes (OTB). Bis zu diesem Zeitpunkt stellte der OTB ebenfalls ein Team in der 2. DBBL, das sich aufgrund der Kooperation aus der Liga zurückzog. Mit einem Großteil der alten OTB-Mannschaft stieg man nach einer Saison ohne Niederlage zur Saison 2019/20 wieder in die 2. DBBL Nord auf und trat dort als Zweitvertretung der Panthers unter dem Namen Panthers Academy an.
In der Saison 2020/21 erreichten die Panthers im DBBL-Pokal das Halbfinale und zogen als Tabellensechste in die Playoffs zur Deutschen Meisterschaft ein. Nach Siegen gegen den TSV 1880 Wasserburg im Viertel- und den Herner TC im Halbfinale standen die Panthers gegen die Rutronik Stars Keltern im Finale und wurden nach drei Niederlagen (70:54, 65:86, 95:69) im best-of-five deutsche Vizemeisterinnen. Nach der Saison 2021/22 zog der OSC die Panthers Academy aus der 2. Bundesliga zurück und tritt mit seiner zweiten Damenmannschaft seit 2022 in der 1. Regionalliga Nord an. Dort kam es in der Saison 2022/23 zum Aufeinandertreffen mit den BBC Black Bulls Osnabrück und in der Saison 2023/24 zum Regionalduell mit den Hagener SV Huskies.
2023 erreichten die Panthers als Gastgeberinnen das Top-4-Turnier des DBBL-Pokals. Im Finale vor heimischem Publikum unterlagen sie dem TK Hannover Luchse mit 64:79. In den Meisterschafts-Play-offs wurde das Halbfinale erreicht.

### Herren
Die Männermannschaft des Osnabrücker SC schaffte im Jahre 2008 unter dem Namen GiroLive-Ballers Osnabrück den Aufstieg in die drittklassige ProB und stieg ein Jahr später in die zweitklassige ProA auf. Die in der Kikxxlarena spielende Mannschaft strebte mittelfristig den Aufstieg in die Bundesliga an, hatte jedoch stets mit finanziellen Problemen zu kämpfen. Im März 2011 wurde ein Insolvenzverfahren eingeleitet und die GiroLive-Ballers zogen sich vom Spielbetrieb zurück.
Seit der Kooperation 2018 stellt der OSC kein eigenes Herren-Basketballteam mehr, sondern bildet mit dem OTB eine Spielgemeinschaft.

### Jugend
1986 gewann der OSC die weibliche deutsche C- und 1988 die B-Jugendmeisterschaft. In der deutschen A-Jugendmeisterschaft wurden die OSC-Mädchen 1989 Zweite. In der U15 (früher D-Jugend) erreichte der OSC in der deutschen Meisterschaft der Mädchen 2015 den dritten Rang.

## Fußball

### Juniorinnen
Sportliches Aushängeschild der Fußballabteilung sind die B-Juniorinnen, die im Jahre 2017 in die Bundesliga aufgestiegen sind. Obwohl die Osnabrückerinnen als Achter sportlich den Klassenerhalt schafften musste die Mannschaft am Ende der Saison 2017/18 absteigen, da der Verein es versäumte, rechtzeitig die Lizenz für die kommende Saison zu beantragen. Im Jahre 2019 verpassten die Osnabrückerinnen den Wiederaufstieg in die Bundesliga, als sie in den Aufstiegsspielen am Harburger TB 1865 scheiterten. Drei Jahre später erreichte die Mannschaft erneut die Aufstiegsrunde zur Bundesliga und setzten sich dort gemeinsam mit dem Eimsbütteler TV gegen Holstein Kiel durch. Doch schon in der folgenden Saison 2022/23 stiegen die OSC-Juniorinnen als Tabellenletzter prompt wieder ab.

### Frauen
Die Frauenmannschaft besteht seit 2010 und stieg bereits 2013 in die Kreisliga auf. Nach drei Aufstiegen in Folge erreichten die OSC-Frauen im Jahre 2017 die viertklassige Oberliga Niedersachsen. Dort wurden die Mannschaft in der wegen der COVID-19-Pandemie abgebrochenen Saison 2019/20 Meister der Gruppe West. Nach einer Entscheidung des Norddeutschen Fußball-Verbandes durften die Osnabrückerinnen direkt in die Regionalliga Nord aufsteigen. Drei Jahre später stiegen die OSC-Frauen wieder in die Oberliga ab.

### Männer
Die Männermannschaft spielte von 1984 bis 1991, in den Spielzeiten 1994/95 und 1999/2000 sowie von 2001 bis 2003 in der Bezirksklasse. Größter Erfolg der OSC-Männer war die Vizemeisterschaft hinter dem BV Quakenbrück in der Saison 1984/85. Darüber hinaus wurden die Osnabrücker 1986, 1988 und 1989 jeweils Dritter. Seit dem Abstieg im Jahre 2003 spielte die Mannschaft in der Kreisliga Osnabrück-Stadt. Im Jahre 2020 stiegen die OSC-Männer in die Bezirksliga auf. Dort konnte sich die Mannschaft vier Jahre lang halten, bis der Abstieg in die Kreisliga als Tabellenletzter folgte.

## Weitere Abteilungen

### Floorball
Neben den beiden großen Abteilungen Basketball und Fußball verfügt der OSC über eine Floorballabteilung, die derzeit auf dem Kleinfeld am Spielbetrieb in der Verbandsliga Nordwest teilnimmt.

### American Football
Seit dem 1. Januar 2018 gehört das zuvor eigenständige American-Football-Team Osnabrück Tigers als Abteilung zum OSC. 1999 gegründet, stiegen die Tigers 2011 in die zweitklassige German Football League 2 auf und spielten dort zwei Saisons lang. 2015 schafften die Tigers zwar sportlich den Wiederaufstieg in die GFL 2, verzichteten jedoch auf einen Lizenzantrag. In der Folgesaison stieg das Team in die viertklassige Oberliga Nord ab. Zur Saison 2025 stiegen die Tigers am Grünen Tisch wieder in die Regionalliga Nord auf.

### Schwimmen
Im Schwimmsport treten die Sportler des OSC gemeinsam mit denen des SSC Dodesheide als Startgemeinschaft Osnabrück (SGO) an. Als Sportstätte wird das Nettebad genutzt.

### Handball
Die Handballabteilung bildet zusammen mit den Handballern der Vereine Raspo Osnabrück und SV Hellern die Handballspielgemeinschaft HSG Osnabrück. In der Saison 2017/18 treten sowohl die Männer als auch die Frauen in der Landesliga Weser-Ems an.

### Leichtathletik
In der Leichtathletik bildet der Osnabrücker SC gemeinsam mit der TSG Burg Gretesch die LG Osnabrück.

### Weitere Sportarten
Neben den oben genannten bietet der Verein etliche weitere Sportarten aus den Bereichen Ballsport, Tanz und Gymnastik, Fitness, Kampfsport, Turnen, Rad- und Rollsport, Wintersport und Wassersport an.

## Persönlichkeiten
- Felix Agu (* 1999), Fußball
- Ismail Badjie (* 2005), Fußball
- Michael Bühren (* 1971), Basketball
- Emma Cannon (* 1989), Basketball
- Ralf von Diericke (* 1961), Fußball
- Reiner Frontzek (* 1955), Basketball
- Holger Glandorf (* 1983), Handball
- Philipp Herkenhoff (* 1999), Basketball
- Juliane Höhne (* 1983), Basketball
- Bernt Jansen (* 1949), Tischtennis
- Holger Karp (* 1971), Fußball
- Aleksandra Kojić (* 1969), Basketball
- Peter Kortmann (* 1961), Basketball
- Alissa Pierce (* 1986), Basketball
- Dimitris Polychroniadis (* 1969), Basketball
- Chad Prewitt (* 1980), Basketball
- Daniel Thioune (* 1974), Fußball
- Leon-Oumar Wechsel (* 2005), Fußball
- Kevin Wiethaup (* 2005), Fußball
- Michael Wirtz (* 1964), Fußball